# Liste der Biografien/Schneider, W
Liste der Biografien |
Portal Biografien |
W Personensuche
# |
A |
B |
C |
D |
E |
F |
G |
H |
I |
J |
K |
L |
M |
N |
O |
P |
Q |
R |
S |
T |
U |
V |
W |
X |
Y |
Z |
?
 
Sa |
Sb |
Sc |
Sd |
Se |
Sf |
Sg |
Sh |
Si |
Sj |
Sk |
Sl |
Sm |
Sn |
So |
Sp |
Sq |
Sr |
Ss |
St |
Su |
Sv |
Sw |
Sy |
Sz
 
Sca–Sce |
Sch |
Sci–Scz
 
Scha |
Schc |
Schd |
Sche |
Schg |
Schi |
Schj |
Schk |
Schl |
Schm |
Schn |
Scho |
Schp |
Schr |
Schs |
Scht |
Schu |
Schv |
Schw |
Schy
 
Schna |
Schne |
Schni |
Schno |
Schnu |
Schny
 
Schneb |
Schnec |
Schned |
Schnee |
Schneg |
Schneh |
Schnei |
Schnek |
Schnel |
Schnep |
Schner |
Schnet |
Schneu |
Schnew |
Schney |
Schnez
 
Schneib |
Schneic |
Schneid |
Schneie |
Schneik |
Schneis |
Schneit
 
Schneida |
Schneide |
Schneidh |
Schneidl |
Schneidm |
Schneidr |
Schneidt
 
Schneidem |
Schneiden |
Schneider |
Schneidew
 
Schneider, A |
Schneider, B |
Schneider, C |
Schneider, D |
Schneider, E |
Schneider, F |
Schneider, G |
Schneider, H |
Schneider, I |
Schneider, J |
Schneider, K |
Schneider, L |
Schneider, M |
Schneider, N |
Schneider, O |
Schneider, P |
Schneider, R |
Schneider, S |
Schneider, T |
Schneider, U |
Schneider, V |
Schneider, W |
Schneider, Y |
Schneiderb |
Schneidere |
Schneiderf |
Schneiderh |
Schneiderl |
Schneiderm |
Schneidero |
Schneiders |
Schneiderw
Die Liste der Biografien führt alle Personen auf, die in der deutschsprachigen Wikipedia einen Artikel haben. Dieses ist eine Teilliste mit 52 Einträgen von Personen, deren Namen mit den Buchstaben „Schneider, W“ beginnt.

## Schneider, W

### Schneider, Wa
- Schneider, Wally (* 1959), Schweizer Musikerin
- Schneider, Walter (1903–1933), deutscher Arbeitersportler, Mitglied der KPD und Opfer des Eisleber Blutsonntags
- Schneider, Walter (1925–1999), deutscher Politiker (SPD), MdL
- Schneider, Walter (1927–2010), deutscher Motorradrennfahrer
- Schneider, Walter (1928–2011), Schweizer Chemiker und Hochschullehrer
- Schneider, Walter (* 1949), deutscher Jurist und ehemaliger Landrat des Landkreises Lörrach

### Schneider, We
- Schneider, Werner (1915–1997), deutscher Fußballspieler
- Schneider, Werner (1920–1995), deutscher Sportmoderator und -kommentator für das Zweite Deutsche Fernsehen (ZDF)Werner Schneider (1920–1995)

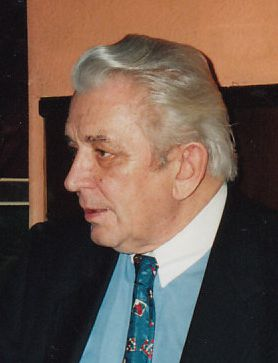
Werner Schneider (1920–1995)

- Schneider, Werner (1935–2022), deutscher Designer und Kalligraf
- Schneider, Werner (* 1938), deutscher Fußballspieler
- Schneider, Werner (* 1954), deutscher Fußballspieler

### Schneider, Wi
- Schneider, Wilfried (* 1952), deutscher Fußballspieler
- Schneider, Wilhelm (1781–1811), deutscher Komponist und Pianist
- Schneider, Wilhelm (1807–1867), deutscher Richter und Politiker, MdL
- Schneider, Wilhelm (1847–1909), Bischof von Paderborn
- Schneider, Wilhelm (1882–1939), deutscher Chemiker
- Schneider, Wilhelm (1885–1979), deutscher Linguist, Germanist und Pädagoge
- Schneider, Wilhelm (* 1894), deutscher Politiker (NSDAP), MdL
- Schneider, Wilhelm (1900–1980), deutscher Chemiker und Mitentwickler des Agfa-Color-Verfahrens
- Schneider, Wilhelm (1906–1943), deutscher Politiker (NSDAP), MdR
- Schneider, Wilhelm (1907–1988), polnischer Stabhochspringer
- Schneider, Wilhelm (1910–2003), deutscher Dermatologe
- Schneider, Wilhelm (1913–1995), deutscher Politiker (SPD), MdL
- Schneider, Wilhelm (1915–2003), deutscher Lehrer und Politiker (SPD), MdL Bayern
- Schneider, Wilhelm (1926–2007), deutscher Kommunalpolitiker
- Schneider, Wilhelm (* 1958), deutscher Kommunalpolitiker
- Schneider, Wilhelm (* 1965), deutscher Wirtschaftswissenschaftler und Hochschullehrer
- Schneider, Wilhelm Gottlieb (1814–1889), deutscher Entomologe, Botaniker und Mykologe
- Schneider, Willi (* 1963), deutscher Skeletonfahrer und Skeletontrainer
- Schneider, William (* 1959), US-amerikanischer Anwalt und Politiker
- Schneider, William H. (1934–1994), US-amerikanischer Offizier, Generalleutnant der US-Army
- Schneider, Willy (1884–1967), deutscher Politiker (SPD), MdL Rheinland-Pfalz
- Schneider, Willy (1905–1989), deutscher VolkssängerWilly Schneider (1905–1989)

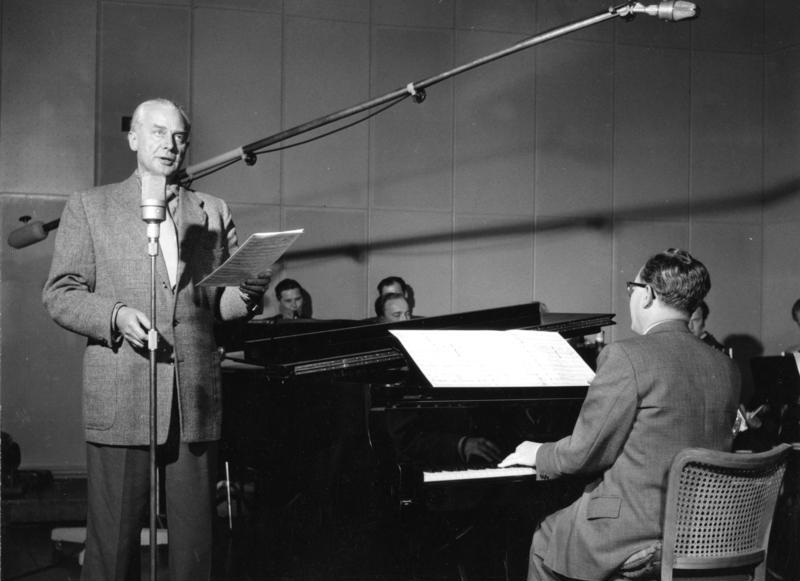
Willy Schneider (1905–1989)

- Schneider, Willy (1907–1983), deutscher Komponist, Musikpädagoge und Dirigent
- Schneider, Willy (* 1963), deutscher Wirtschaftswissenschaftler

### Schneider, Wo
- Schneider, Woldemar (1919–2010), deutscher pharmazeutischer Chemiker und Hochschullehrer
- Schneider, Wolf (1925–2022), deutscher Journalist, Sachbuchautor und SprachkritikerWolf Schneider (1925–2022)

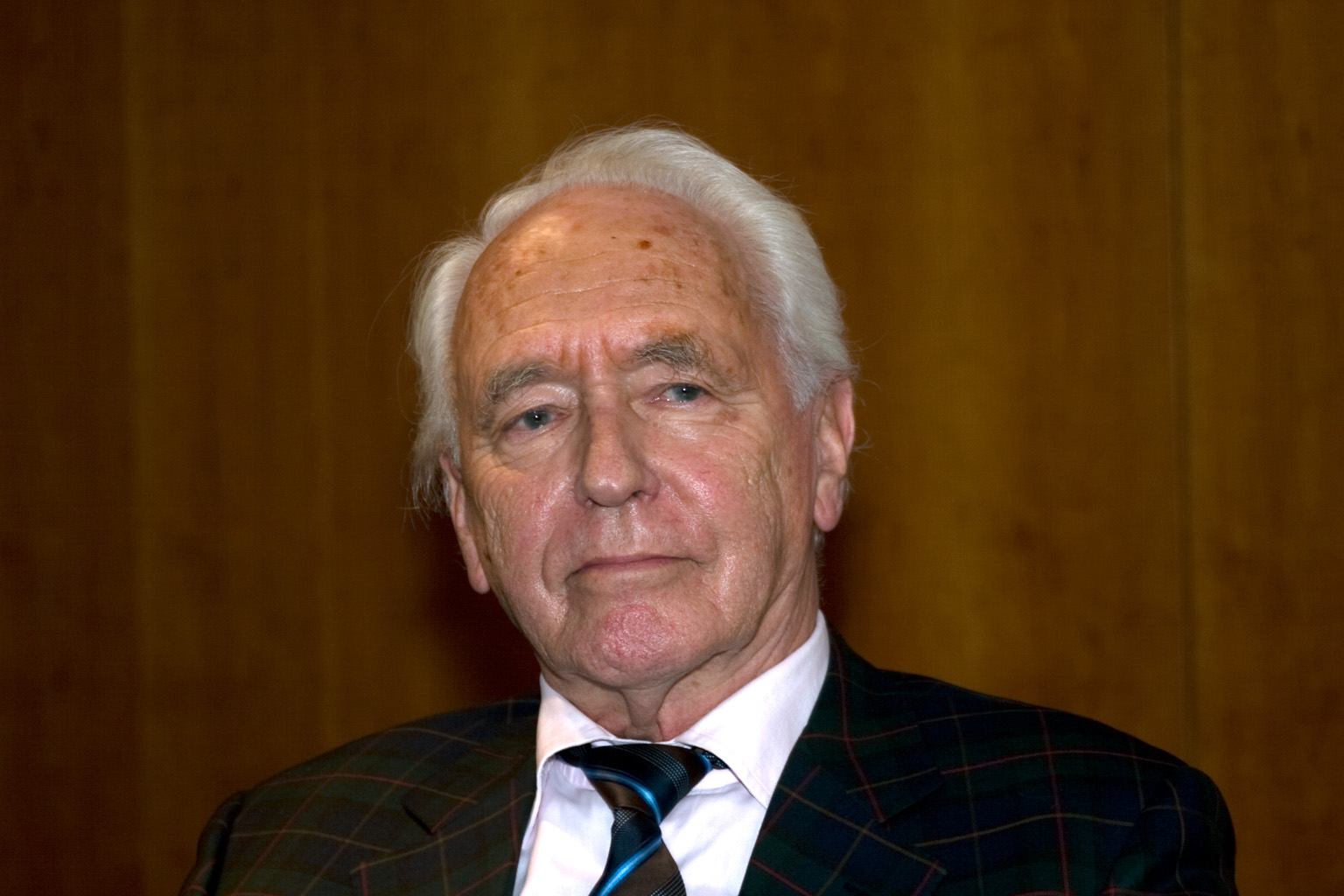
Wolf Schneider (1925–2022)

- Schneider, Wolf-Dieter (* 1942), deutscher Metallurg, Manager der Gießereiindustrie und Hochschullehrer
- Schneider, Wolfgang (1912–2007), deutscher Pharmaziehistoriker
- Schneider, Wolfgang (1932–2011), deutscher Mediziner
- Schneider, Wolfgang (1938–2003), deutscher Historiker, Gewichtheber und Autor
- Schneider, Wolfgang, deutscher Schauspieler
- Schneider, Wolfgang (* 1940), deutscher Fußballspieler
- Schneider, Wolfgang (* 1948), deutscher Architekt, Präsident der Architektenkammer Niedersachsen
- Schneider, Wolfgang (* 1950), deutscher Militärhistoriker und Oberst
- Schneider, Wolfgang (* 1950), deutscher Psychologe
- Schneider, Wolfgang (* 1952), deutscher Mediziner, Arzt für Psychosomatische Medizin und Psychotherapie, Psychiatrie, Sozialmedizin und Psychoanalyse
- Schneider, Wolfgang (* 1953), deutscher Suchtforscher
- Schneider, Wolfgang (* 1954), deutscher Kulturwissenschaftler
- Schneider, Wolfgang Christian (* 1947), deutscher Philosoph
- Schneider, Wolfgang Zicke (* 1945), deutscher Jazzschlagzeuger
- Schneider, Wolfram (1942–2022), deutscher Bildhauer und Graphiker